# Angaracris nigripennis
Angaracris nigripennis är en insektsart som beskrevs av Yong Shan Lian och Z. Zheng 1984. Angaracris nigripennis ingår i släktet Angaracris och familjen gräshoppor. Inga underarter finns listade i Catalogue of Life.